# Kana Hanazawa
Kana Hanazawa (花澤香菜, Hanazawa Kana), née le 25 février 1989, est une seiyū japonaise.

## Doublage
Les rôles principaux sont indiqués en gras.
2003
- Last Exile (Holly Mad-thane)

2006
- Zegapain (Ryoko Kaminagi)
- Dai Mahō Tōge (Potaru)

2007
- Getsumento Heiki Mina (Nakoru Hazemi)
- Higurashi no Naku Koro ni (Satomi)
- Potemayo (Potemayo)
- Mushi-Uta (Shiika Anmoto)
- Sketchbook ~full color's~ (Sora Kajiwara)

2008
- Gunslinger Girl -Il Teatrino- (Angelica)
- Blassreiter (Elea)
- Sekirei (Kusano)
- Kyōran Kazoku Nikki (Yūka Midarezaki)
- To Love-ru (Mikan Yuuki)
- Someday's Dreamers: Summer Skies (Sora Suzuki)
- Kannagi (Zange, Hakua Suzushiro)

2009
- Asu no Yoichi! (Kagome Ikaruga)
- Pandora Hearts (Sharon Rainsword)
- Basquash! (Coco JD)
- Bakemonogatari (Nadeko Sengoku)
- Kobato. (Kobato Hanato)
- Darker Than Black: Ryūsei no Gemini (Suou Pavlichenko)
- Cencoroll (Yuki)
- Le roi des ronces (Ishiki Kasumi)

2010

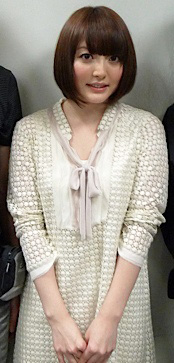
Kana Hanazawa en 2010

- Angel Beats! (Tenshi/Kanade Tachibana)
- Asobi ni Iku yo! (Aoi Futaba)
- B Gata H Kei (Mayu Miyano)
- Durarara!! (Anri Sonohara)
- Hen Zemi (Nanako Matsutaka)
- Kaichou wa Maid-sama ! (Hanazono Sakura)
- Ladies versus Butlers! (Ayse Khadim)
- Ore no Imōto ga Konna ni Kawaii Wake ga Nai (Kuroneko/Ruri Gokou)
- Otome Youkai Zakuro (Hotaru Susuki)
- Que sa volonté soit faite (Shiori Shiomiya)
- Seikimatsu Occult Gakuin (Kozue Naruse)
- Seikon no Qwaser (Fumika Mitarai)
- Sekirei: Pure Engagement (Kusano)
- The Qwaser of Stigmata (Fumika Mitarai)
- To aru kagaku no Railgun (Erī Haruue)

2011
- Blue Exorcist (Moriyama Shiemi)
- Boku wa Tomodachi ga Sukunai (Kobato Hasegawa)
- Deadman Wonderland (Shiro)
- Denpa Onna to Seishun Otoko (Hanazawa-san)
- Dog Days (Noir Vinacacao)
- Fractale (Nessa)
- Freezing (Lana Linchen)
- Guilty Crown (Ayase Shinomiya, Yahiro (Jeune))
- Infinite Stratos (Charlotte Dunois)
- Last Exile: Ginyoku no Fam (Alvis E. Hamilton)
- Kamisama Dolls (Mahiru Hyūga)
- Mayo Chiki! (Kureha Sakamachi)
- Morita-san wa Mukuchi (Mayu Morita)
- Morita-san wa Mukuchi2 (Mayu Morita)
- Moshidora (Yuki Miyata)
- Ro-Kyu-Bu! (Tomoka Minato)
- Steins;Gate (Mayuri Shīna)

2012
- Aquarion Evol (Zessica Wong)
- Binbougami ga! (Ichiko Sakura)
- Black Rock Shooter (Mato Kuroi / Black Rock Shooter)
- Campione! (Yuri Mariya)
- Dog Days (Noir Vinocacao)
- Hagure Yūsha no Estetica (Kuzuha Doumoto)
- Inu x Boku SS (Karuta Roromiya)
- Magi (manga) (Ren Kougyoku)
- Nisemonogatari (Nadeko Sengoku)
- Psycho-Pass (Akane Tsunemori)
- Saki: Achiga-hen (Kuro Matsumi)
- Shin sekai yori (Akizuki Maria)
- Sket Dance (Saaya Agata)
- The Idolmaster (Mizutani Eri)
- Tonari no Kaibutsu-kun (Chizuru Oushima)
- To Love-Ru Darkness (Mikan Yūki)
- Zetman (Konoha Amagi)
- Zetsuen no Tempest ~The Civilization Blaster~ (Fuwa Aika)
- Little Buster (Suginami Mutsumi)

2013
- The Garden of Words/Kotonoha no Niwa (Yukari Yukino)
- Hyperdimension Neptunia: The Animation (Plutia / Iris Heart)
- Sasami-san@Ganbaranai (Kagami Yagami)
- Watamote (Yu Naruse)
- Little Buster Refrain (Suginami Mutsumi)
- Kōtetsu no Vandetta (Kumi Wakabayashi)

2014
- Red Eyes Sword: Akame ga Kill! (Seryuu Ubiquitous)
- D-Frag! (Roka Shibasaki)
- Mekakucity Actors (Marry Kozakura)
- Nagi no Asukara (Manaka Mukaido)
- Nisekoi (Onodera Kosaki)
- Persona 4: The Golden Animation (Marie)
- Tokyo Ghoul (Kamishiro Lize)
- The Irregular at Magic High School (Mayumi Saegusa)
- Psycho pass (Tsunemori Akane)
- Parasite (Satomi Murano)
- World Trigger (Kitora Ai)

2015
- Joukamachi no Dandelion (Sakurada Akane)
- Junketsu no Maria (Ezekiel)
- Prison School (Midorikawa Hana)
- To Love-Ru Darkness 2nd (Mikan Yūki)
- Yamada-kun and the Seven Witches (Asuka Mikoto)

2016
- Orange (Naho Takamiya)
- Danganronpa 3: The End of Kibougamine gakuen - Side: Despair & Side: Hope (Chiaki Nanami)
- Rewrite (Kagari)
- Your name. / Kimi no na wa. (Yukari Yukino)
- Gabriel DropOut (Shiraha Raphi)

2017
- Blame! (Cibo)
- Sagrada Reset (Misora Haruki)
- Eromanga Sensei (Gokou Hinata/Gokou Ruri)
- Love & Lies (Misaki Takasaki)
- Tsurezure Children (Yuki Minagawa)

2018
- Happy Sugar Life (Satô Matsuzaka)

- Steins;Gate 0 (Mayuri Shīna)
- A Place Further than the Univers (Shirase kobuchizawa)

2019
- Demon Slayer: Kimetsu no Yaiba (Mitsuri Kanroji)
- The Quintessential Quintuplets (Ichika Nakano)
- Pokemon (Koharu Sakuragi)

2020
- Sword Art Online Unleash Blading (Eydis Syntheis Ten)
- Gleipnir (Elena Aoki)

2021
- Jujutsu Kaisen 0 (Rika Orimoto)
- Kemono Jihen (Inari)
- The Great Jahy Will Not Be Defeated! (Druj)
- Sakugan (Zackletu)

2022
- The Quintessential Quintuplets (Ichika Nakano)
- Suzume (Tsubame Iwato)

2023
- Kubo Won't Let Me Be Invisible (Nagisa Kubo)
- Boruto: Naruto Next Generations (Eida)

2024
- The Café Terrace and Its Goddesses (Hekiru Yoshino)

2025
- Craque pour moi, Medaka ! (Tsubomi Haruno)

## Œuvre
Le lancement de l'œuvre de Hanazawa a été diffusé dans une émission de radio Hanazawa Kana no Hitori de dekirukana? (花澤香菜のひとりでできるかな?) Cho!A&G+ (超!A&G+)
- Hoshiimo Paradise série (ほしいもパラダイスシリーズ?)
  - Hoshiimo Paradise ~Kanbutsu wo koeta ai~ (ほしいもパラダイス 〜乾物を越えた愛〜?)
  - Hoshiimo Paradise ~Bannou Negio wo kyushutsu seyo!~ (ほしいもパラダイス2 〜万能ネギ男を救出せよ！〜?)